# Ole Mortensen
Ole Mortensen (1. april 1924 i København – 2. marts 1981) var en dansk sanger, musikarrangør og radiomedarbejder, der i hele sit virke var tilknyttet Danmarks Radio. Han var medlem af Radiodrengekoret, Underholdningskoret og Saabyekoret og dertil vokalgrupperne som Boolsen kvartetten, Okey Dokeys og Femtetten. Fra 1957 var han programsekretær i Danmarks Radios Underholdningsafdeling og med stor alsidighed og musikalitet tilrettelagde musikprogrammer, var konferencier og komponist. Hans stemme er kendt fra programmer som Syng den igen og Godnat Søndag i P3.